# 草餅
草餅（くさもち）は、蓬に代表される草を練りこんだ餅の一種。和菓子としても扱われ、春の季語でもある。

## 概要
現代では草餅に用いされる草とは主に蓬であるが、古くは母子草（春の七草のゴギョウ）を用いて作られ、名称も草餅でなく母子餅とよばれていた。
餅に草を練りこむという風習は、草の香りには邪気を祓う力があると信じ、上巳の節句に黍麹草（鼠麹草、母子草）を混ぜ込んだ餅を食べる風習が、中国より伝わってきたものと考えられており、この風習は平安時代には宮中行事の一つとして定着していたことが『日本文徳天皇実録』（9世紀成立）嘉祥3年（850年）5月条に記されている。
上巳の節句は江戸時代には女子の健やかな成長を願う雛祭りとして広まってゆき、当時の菱餅は餅の白と草餅の緑の二色で作られることが多かった。一説には母子を搗くことが縁起が悪いとして避けられ、この頃より次第に母子草より蓬が用いられるようになっていったとされるが、岡山県や広島県などでは、現代まで母子草で草餅を作る風習が残されており、真実は解っていない。
新井白石『東雅』（1719年）にも、かつてはハハコグサを用いたが、今日ではヨモギを用い、草餅とも蓬餅ともいうとある。ただし、文化10年（1813年）ころの『風俗問答答書』には「草の餅はゝこ草をも用ひ候や」とあり、地方によってはハハコグサを用いる例も少なくなかった。
今日、草餅といえば蓬餅を指し、餅の種類としては一般的なものとなって、中に餡を入れる他、餡なしできな粉をまぶして食べることが多い。また、普通の餅と同様、延ばして四角く切って切り餅とし、焼き餅や雑煮、ぜんざいとして、食事で食べられることもある。

## 備考
- 律令時代では、貴族が食した菓子として、干し柿や煮あずきと共に一つの皿で草餅が食された[3]。
- 江戸時代、陰暦3月3日の「桃の節句」を「草餅の節句」とも呼んだ[4]。
- 菱餅の緑は邪気を払う意味を有するとされ、餅の色付けには信仰面が関係する[5]。

## 参考画像

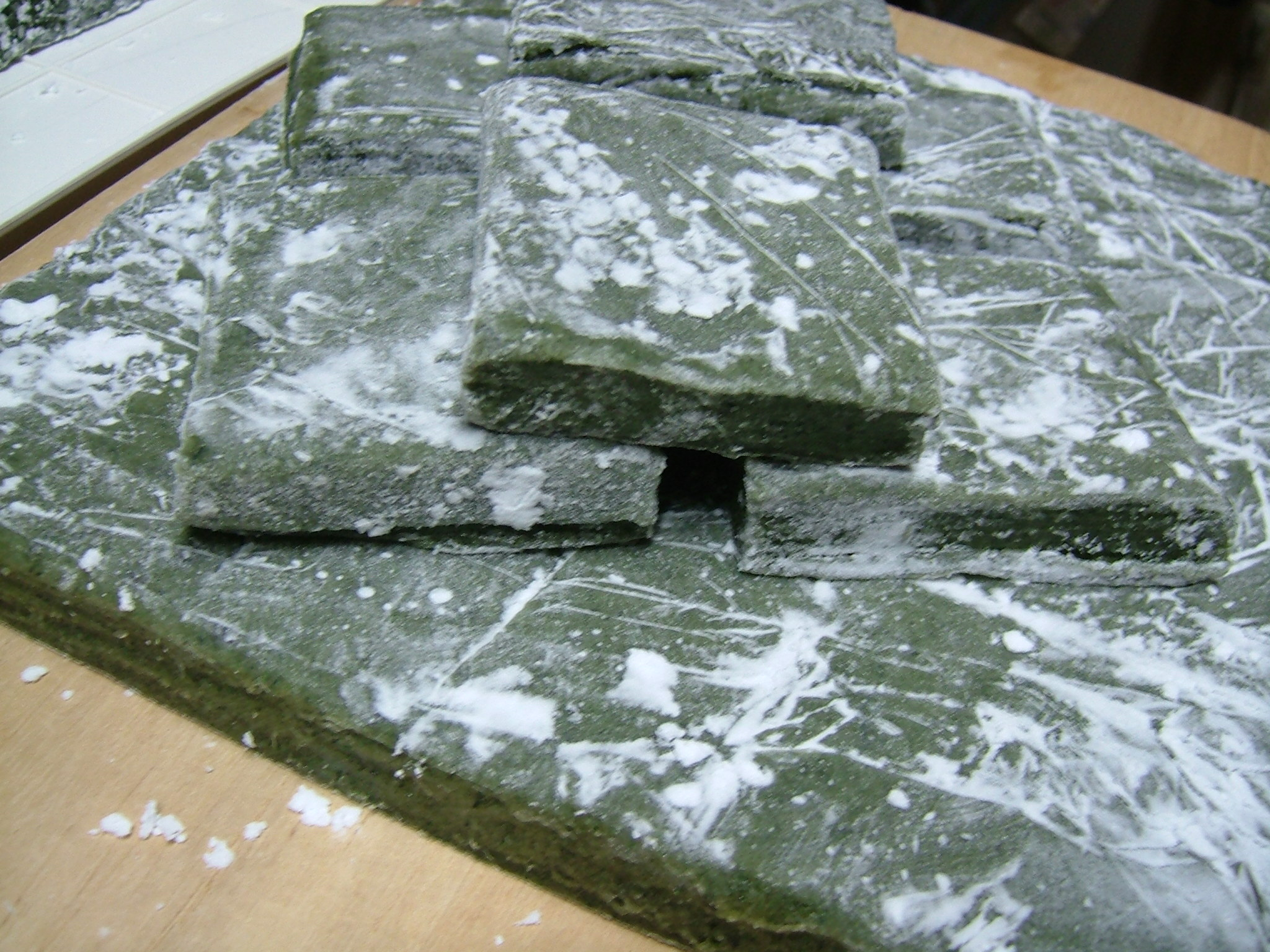
四角に切り出された草餅
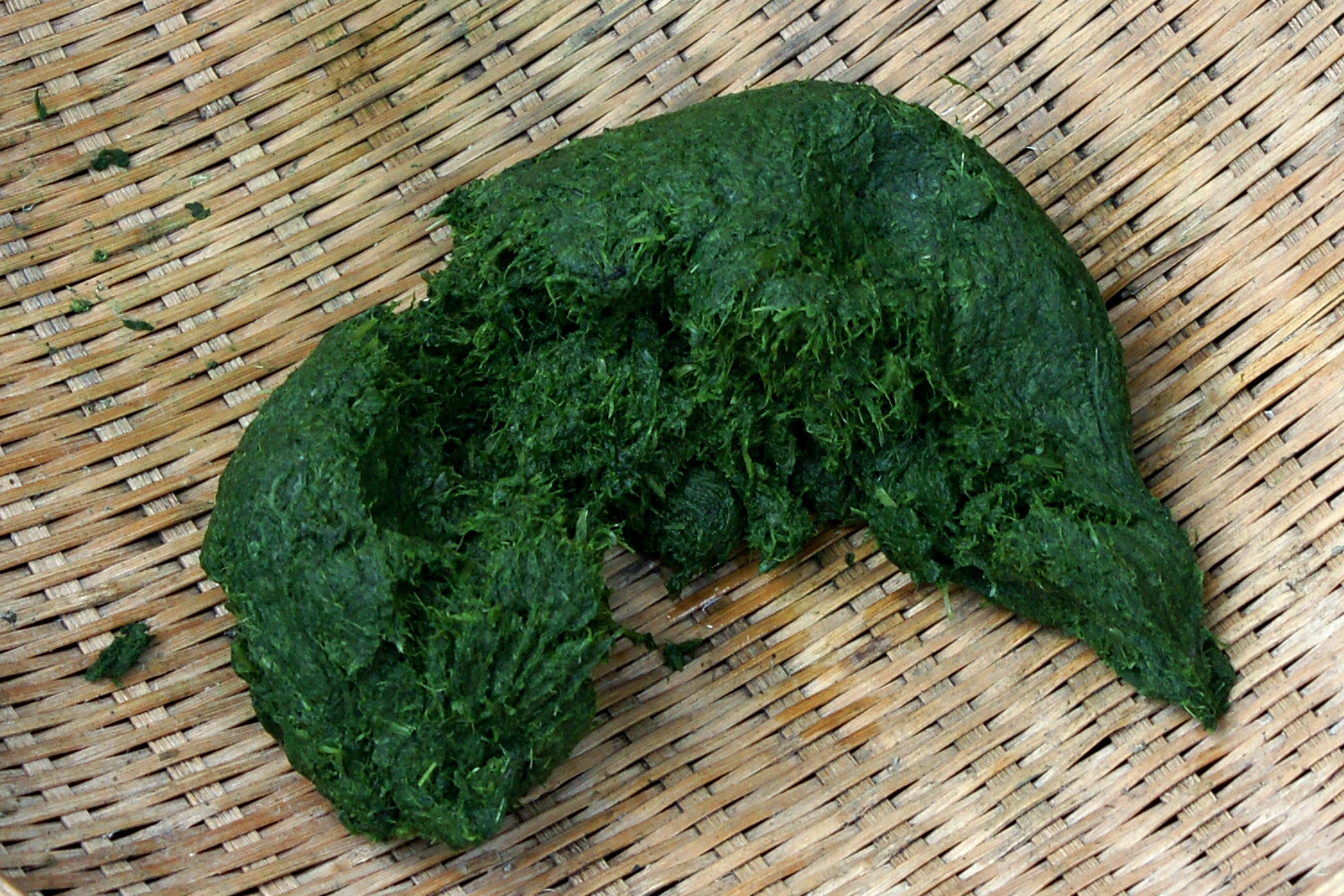
餅に練りこむ前の蒸された蓬
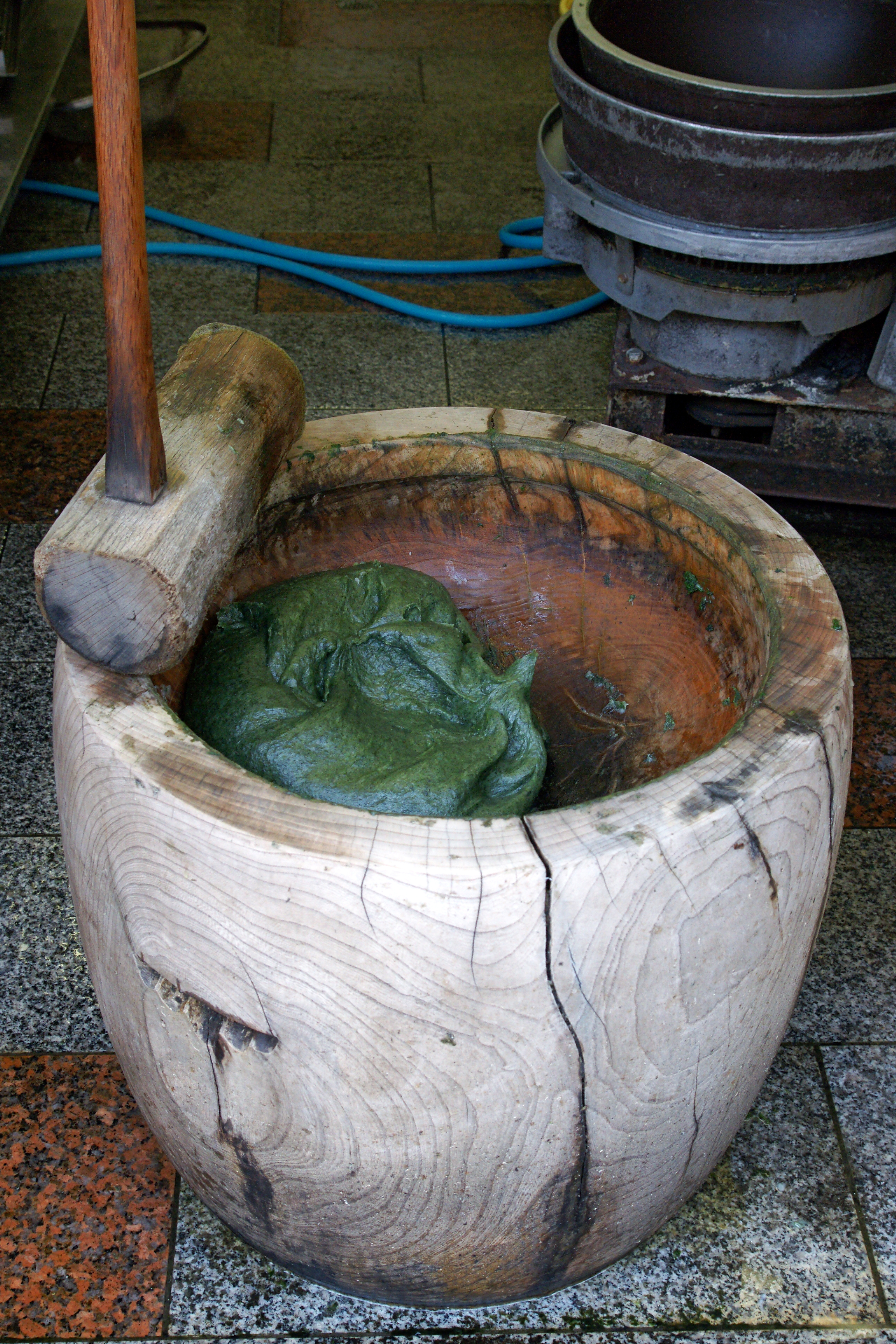
餅に蓬を練り込んだ状態